# Хырхыз-хакан
Хырхыз-хакан (дословно — кыргызский каган; настоящее имя неизвестно) — правитель Кыргызского каганата во второй половине X века, упоминающийся в труде Худуд аль-алам.

## Правление
По сведениям из «Худуд-аль-Алам», ставка Хырхыз-хакана находилась в городе Кемиджкет, который являлся столицей Кыргызского каганата.
Область Хырхыз: На востоке от неё - область Чина и море - Восточный океан, на юге от неё - пределы тогузгузов и частично халлухов, на западе от неё - пределы расселения кимаков и на севере - необитаемые страны севера. Их правителя называют хырхыз-хаканом.
Армия Кыргызского каганата во времена правления Хырхыз-хакана сохраняла свою боеспособность. Численность регулярной армии была в 30 000 человек, во время мобилизации собирали войско из всех вассальных поколений. Китайский посол периода династии Сун отмечал следующее:
Обычно производят хорошее железо, называют его «цзяша». Это и есть то самое железо. Что касается их оружия, то надо сказать, что они много пользуются щитами, луками и стрелами. Их лошади одеты в щиты от брюха до ног. Ещё делают щиты и привязывают их к обоим плечам, можно с пользою применять их. Щиты, чтобы отражать стрелы, делают так: расколов дерево, соединяют поперечиной; стрелы не могут прорвать такой щит. Они имеют ещё знамёна и флаги. Их правитель установил один штандарт, низ его весь красный.
При Хырхыз-хакане государство енисейских кыргызов сохраняло свое господство в Южной Сибири, как отмечает автор Худуд аль-алам «правителя северных народов называли Хырхыз-хаканом. Далее описывалось, что в областях расселения «северных народов» добывают много мускуса и много мехов, белый тополь и дерево халадж и рог хуту, который позже идет на изготовление рукояток для ножей. Также сообщалось, что в составе государства енисейских кыргызов находился город Пенчул, что свидетельствует о сохранении некоторых городов Восточного Туркестана в составе Кыргызского каганата.